# Tarnowski Młyn (powiat turecki)
Tarnowski Młyn – wieś w Polsce położona w województwie wielkopolskim, w powiecie tureckim, w gminie Władysławów.
W latach 1975–1998 miejscowość administracyjnie należała do województwa konińskiego.
Miejscowość leży nad rzeką Topiec, posiada trzy części wsi: Czarówka, Piła, Folusz.